# Kölschejan
Kölschejan ist eine Ortslage in der bergischen Großstadt Wuppertal. Die Ortslage ist aus einem neuzeitlichen Hof hervorgegangen.

## Lage und Beschreibung
Die Ortslage befindet sich auf 344 m ü. NHN in dem Bereich der heutigen Straße Schliemannweg im Wohnquartier Lichtenplatz des Stadtbezirks Barmen in unmittelbarer Nachbarschaft der Ortslage Birken. Als eigenständiger Siedlungsplatz ist Kölschejan heute nicht mehr wahrnehmbar, die Hofstelle wird von der heutigen Wohnbebauung am Schliemannweg eingenommen.
Die Ortslage ist bereits unter diesem Namen auf der Charte des Herzogthums Berg des Carl Friedrich von Wiebeking von 1789 verzeichnet. Die Topographische Aufnahme der Rheinlande von 1824 verzeichnet die Ortslage ebenfalls unter diesem Namen. Ab Mitte des 19. Jahrhunderts wuchs  Kölschejan mit dem benachbarten Wohnplatz Birken zusammen. 